# دال إيفانز
دال إيفانز (بالإنجليزية: Dale Evans)‏ (و. 1912 – 2001 م) هي ممثلة، ومغنية، وكاتبة غنائية، من الولايات المتحدة الأمريكية، ولدت في أفايلد، تكساس، توفيت في أببل فالي، سان بيرناردينو، كاليفورنيا، عن عمر يناهز 89 عاماً.

## جوائز
حصلت على جوائز منها:
- National Cowgirl Museum and Hall of Fame [الإنجليزية]‏.

## وصلات خارجية
- دال إيفانز على موقع IMDb (الإنجليزية)
- دال إيفانز على موقع الموسوعة البريطانية (الإنجليزية)
- دال إيفانز على موقع ألو سيني (الفرنسية)
- دال إيفانز على موقع ميوزك برينز (الإنجليزية)
- دال إيفانز على موقع أول موفي (الإنجليزية)
- دال إيفانز على موقع قاعدة بيانات الأفلام السويدية (السويدية)
- دال إيفانز على موقع إن إن دي بي (الإنجليزية)
- دال إيفانز على موقع ديسكوغز (الإنجليزية)
- دال إيفانز على موقع قاعدة بيانات الفيلم (الإنجليزية)
- دال إيفانز على موقع كينوبويسك (الروسية)